# Comisión Juncker

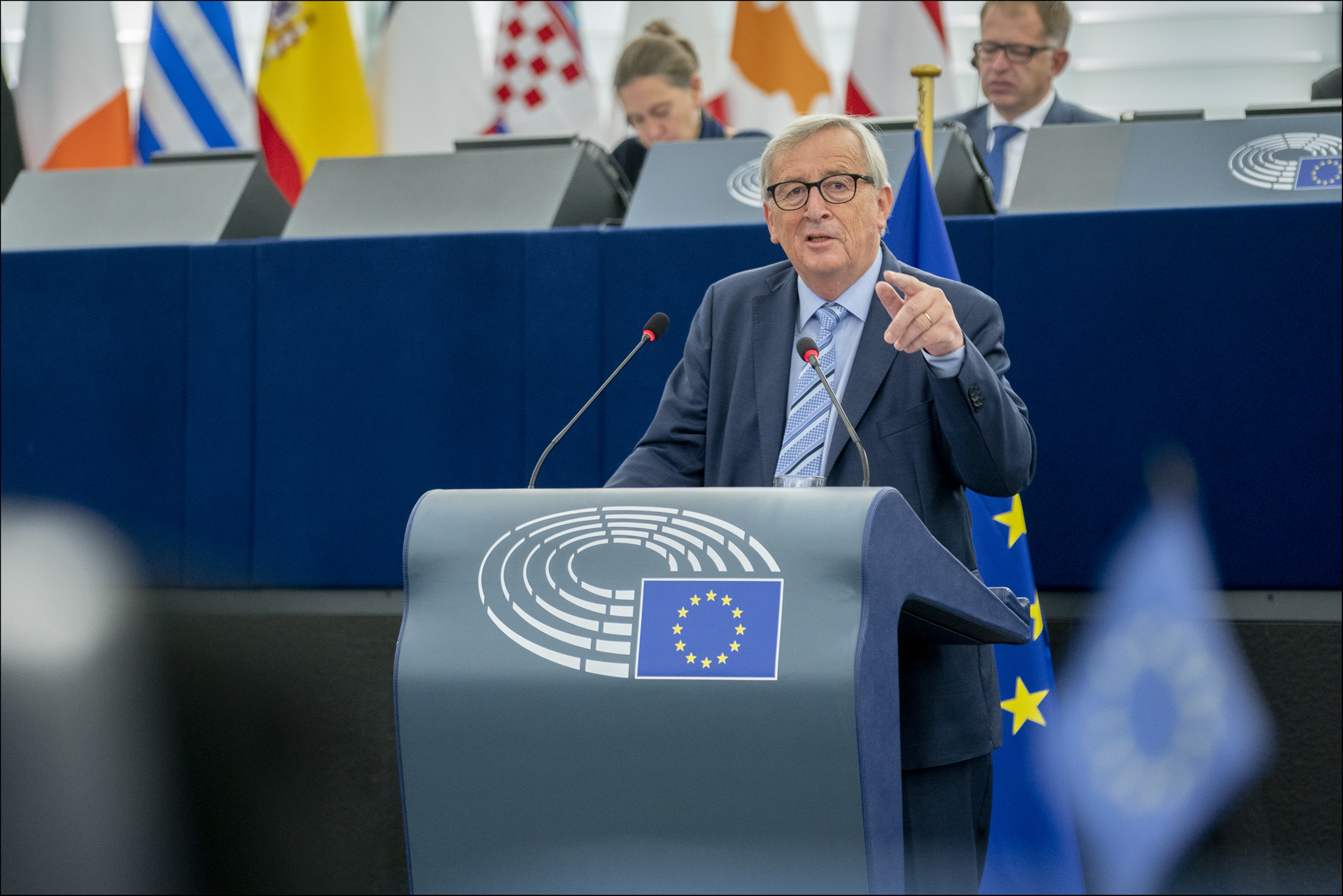
Los diputados evalúan el trabajo del gobierno de Jean-Claude Juncker en su último pleno en el Parlamento, el 22 de octubre de 2019.

La Comisión Juncker fue el gabinete de la Comisión Europea presidida por Jean-Claude Juncker entre el 1 de noviembre de 2014 y el 30 de noviembre de 2019. Junto a Jean-Claude Juncker, la Comisión estaba integrada por otros 27 comisarios, uno por cada Estado miembro de la Unión Europea. Fue sucedida el 1 de diciembre de 2019 por la Comisión Von der Leyen.

## Elección

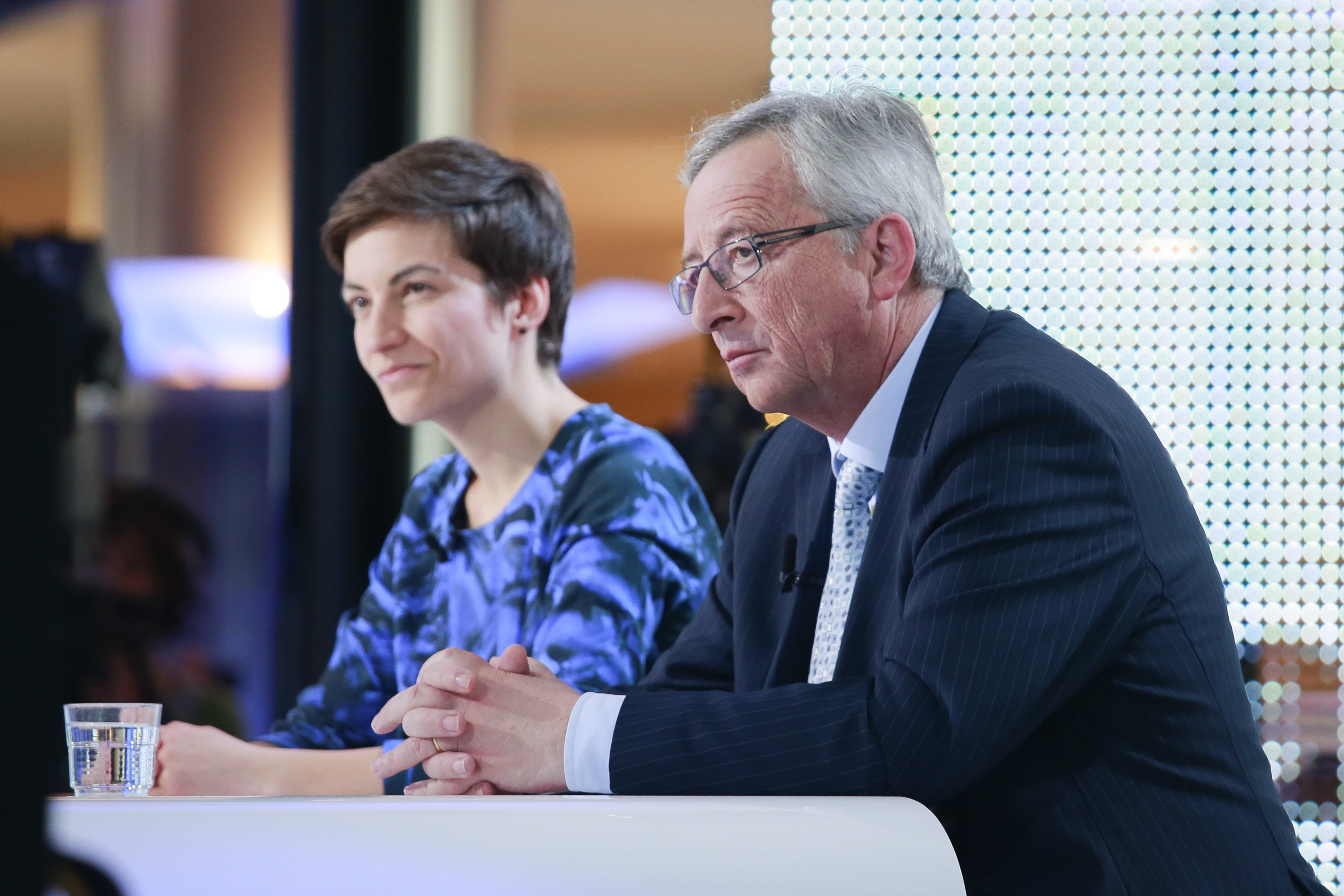
Juncker y Ska Keller durante un debate televisado.

Entre 6 y el 7 de marzo de 2014, en el Congreso del Partido Popular Europeo (PPE) que tuvo lugar en Dublín, Irlanda, fue elegido Jean-Claude Juncker como candidato de los populares a la Presidencia de la Comisión Europea, después de derrotar al otro candidato, Michel Barnier.
En las elecciones al Parlamento Europeo de 2014, el Partido Popular Europeo (PPE) hizo campaña con Jean-Claude Juncker como candidato a ocupar la presidencia de la Comisión Europea, enfrentándose a Martin Schulz, candidato del Partido Socialista Europeo; Guy Verhofstadt candidato liberal; Ska Keller, candidata de los verdes; y a Alexis Tsipras, candidato del Partido de la Izquierda Europea. Juncker visitó los Estados miembros de la Unión Europea y participó en varios debates con los candidatos del resto de partidos políticos europeos.
El PPE resultó ganador de dichas elecciones, aunque tuvo que pactar con los socialdemócratas, segunda fuerza en el Parlamento, para obtener la mayoría absoluta necesaria para ser elegido presidente. A este pacto se sumaron también los liberales. El 27 de junio, el Consejo europeo propuso a Juncker como candidato. Más tarde, el 15 de julio de 2014, el Parlamento Europeo eligió a Juncker como Presidente para suceder a José Manuel Durão Barroso a partir de noviembre de 2014.
Juncker subrayó una agenda política de diez puntos para desarrollar durante su presidencia, orientada al empleo y crecimiento económico.
Tras esto, Juncker propuso junto al Consejo los distintos comisarios que compondrían la nueva Comisión. Estos fueron sometidos a una serie de audiencias ante el Parlamento Europeo. El Parlamento exigió algunos cambios, lo que provocó la salida de Alenka Bratusek de la Comisión y la entrada de Violeta Bulc. La Comisión en su conjunto fue aprobada por el Parlamento Europeo el 22 de octubre de 2014 y entró en funciones el 1 de noviembre.

## Prioridades políticas de la Comisión Juncker
La Comisión fijó 10 líneas estratégicas que estructuraron su acción políticia:
- Empleo, crecimiento e inversión
- Mercado único digital
- Unión de la Energía y clima
- Mercado interior
- Una Unión Económica y Monetaria más justa y más profunda
- Una política comercial equilibrada y progresiva para encauzar la globalización
- Justicia y derechos fundamentales
- Migración
- Un interlocutor de mayor peso en el escenario mundial
- Cambio democrático

### Equipos de proyecto
Juncker diseñó, por primera vez, una Comisión que agrupaba a los comisarios bajo un área política determinada. Estos grupos se denominaban  "Equipos de proyecto" y cada uno de ellos estaba liderado y coordinado por un vicepresidente. Cada equipo se componía de un núcleo básico de comisarios, además de otros comisarios que, por sus competencias, podían ser necesarios para el objetivo político del equipo. Frans Timmermans, vicepresidente primero, y Kristalina Georgieva, vicepresidenta, supervisaban a todos los comisarios, mientras que los cinco vicepresidentes restantes lideraban los siguientes equipos de proyecto:

#### Mercado Único Digital
Vicepresidente: Andrus Ansip (Mercado Único Digital)
Elżbieta Bieńkowska (Mercado Interior, Industria, Emprendimiento y PYMES)
Corina Crețu (Política Regional)
Phil Hogan (Agricultura y Desarrollo Rural)
Věra Jourová (Justicia, Consumidores e Igualdad de Género)
Pierre Moscovici (Asuntos Económicos y Financieros, Fiscalidad y Aduanas)
Günther Oettinger (Economía y Sociedad Digitales)
Marianne Thyssen (Empleo, Asuntos Sociales, Capacidades y Movilidad Laboral)
Vytenis Andriukaitis (Salud y Seguridad Alimentaria)
Valdis Dombrovskis (Estabilidad Financiera, Servicios Financieros y Unión de los Mercados de Capital)
Carlos Moedas (Investigación, Ciencia e Innovación)
Tibor Navracsics (Educación, Cultura, Juventud y Deporte)
Margrethe Vestager (Competencia)

#### Una Unión Económica y Monetaria más justa y más profunda
Vicepresidente: Valdis Dombrovskis (Euro y Diálogo Social)
Elżbieta Bieńkowska (Mercado Interior, Industria, Emprendimiento y PYMES)
Corina Crețu (Política Regional)
Věra Jourová (Justicia, Consumidores e Igualdad de Género)
Valdis Dombrovskis (Estabilidad Financiera, Servicios Financieros y Unión de los Mercados de Capital)
Pierre Moscovici (Asuntos Económicos y Financieros, Fiscalidad y Aduanas)
Tibor Navracsics (Educación, Cultura, Juventud y Deporte)
Marianne Thyssen (Empleo, Asuntos Sociales, Capacidades y Movilidad Laboral)

#### Un nuevo impulso para el empleo, el crecimiento y la inversión
Vicepresidente: Jyrki Katainen (Empleo, Asuntos Sociales, Capacidades y Movilidad Laboral)
Elżbieta Bieńkowska (Mercado Interior, Industria, Emprendimiento y PYMES)
Miguel Arias Cañete (Acción por el Clima y Energía)
Corina Crețu (Política Regional)
Valdis Dombrovskis (Estabilidad Financiera, Servicios Financieros y Unión de los Mercados de Capital)
Pierre Moscovici (Asuntos Económicos y Financieros, Fiscalidad y Aduanas)
Günther Oettinger (Economía y Sociedad Digitales)
Violeta Bulc (Transporte)
Marianne Thyssen (Empleo, Asuntos Sociales, Capacidades y Movilidad Laboral)
Vytenis Andriukaitis (Salud y Seguridad Alimentaria)
Dimitris Avramopoulos (Migración, Asuntos de Interior y Ciudadanía)
Johannes Hahn (Política Europea de Vecindad y Negociaciones de Ampliación)
Phil Hogan (Agricultura y Desarrollo Rural)
Věra Jourová (Justicia, Consumidores e Igualdad de Género)
Cecilia Malmström (Comercio)
Carlos Moedas (Investigación, Ciencia e Innovación)
Tibor Navracsics (Educación, Cultura, Juventud y Deporte)
Karmenu Vella (Medio Ambiente, Asuntos Marítimos y Pesca)
Margrethe Vestager (Competencia)

#### Una Unión de la Energía resiliente con una política de cambio climático que mire hacia el futuro
Vicepresidente: Maroš Šefčovič (Union de la Energía)
Elżbieta Bieńkowska (Mercado Interior, Industria, Emprendimiento y PYMES)
Miguel Arias Cañete (Acción por el Clima y Energía)
Corina Crețu (Política Regional)
Phil Hogan (Agricultura y Desarrollo Rural)
Karmenu Vella (Medio Ambiente, Asuntos Marítimos y Pesca)
Carlos Moedas (Investigación, Ciencia e Innovación)
Violeta Bulc (Transporte)
Věra Jourová (Justicia, Consumidores e Igualdad de Género)
Cecilia Malmström (Comercio)
Günther Oettinger (Economía y Sociedad Digitales)
Pierre Moscovici (Asuntos Económicos y Financieros, Fiscalidad y Aduanas)
Marianne Thyssen (Empleo, Asuntos Sociales, Capacidades y Movilidad Laboral)
Margrethe Vestager (Competencia)

#### Un Actor Global más fuerte
Vicepresidente: Federica Mogherini (Asuntos Exteriores y Política de Seguridad)
Johannes Hahn (Política Europea de Vecindad y Negociaciones de Ampliación)
Cecilia Malmström (Comercio)
Neven Mimica (Cooperación International y Desarrollo)
Christos Stylianides (Ayuda Humanitaria y Gestión de Crisis)
Dimitris Avramopoulos (Migración, Asuntos de Interior y Ciudadanía)
Miguel Arias Cañete (Acción por el Clima y Energía)
Violeta Bulc (Transporte)

## El Libro Blanco sobre el futuro de la Unión Europea
El Libro Blanco presentado por la Comisión Europea el 1 de marzo de 2017 expone cinco escenarios para la evolución de la Unión. Jean-Claude Juncker, instó a «pasar página y empezar un nuevo capítulo en nuestra historia» tras la salida del Reino Unido de la Unión Europea (Brexit).

## Comisarios y excomisarios (2014-2019)
El único excomisario de la comisión de Jean-Claude Juncker corresponde a Jonathan Hill que se encargó de la cartera de Estabilidad Financiera, Servicios Financieros y Unión de los Mercados de Capital. Este dimitió tras el resultado del referéndum británico del 24 de junio de 2016 favorable a la no permanencia de este Estado en la Unión Europea, no obstante Jonathan Hill fue gratificado por el presidente gracias a las acciones llevadas a cabo en la Comisión Juncker. Valdis Dombrovskis fue el encargado de sustituir las funciones del excomisario británico después de la decisión de Juncker que precisó que era una decisión de carácter temporal. 
Los comisarios de la Unión Europea que actuaron bajo la presidencia de Jean-Claude Juncker fueron los siguientes: 
      Centroderecha conservadora (PPE)
      Centroizquierda socialdemócrata (S&D)
| Comisario            | Fotografía                                                                                               | Cartera | Estado          | Partido                           |
| -------------------- | --- | --- | --------------- | --------------------------------- |
| Jean-Claude Juncker  | | Presidente | Luxemburgo      | PPE (CSV)                         |
| Frans Timmermans     | | Vicepresidente primero y comisario de Mejora de la Legislación, Relaciones Interinstucionales, Estado de Derecho y Carta de los Derechos Fundamentales | Países Bajos    | PSE (PvdA)                        |
| Kristalina Georgieva | | Vicepresidencia | Bulgaria        | PPE (Independiente)               |
| Kristalina Georgieva | Presupuesto y Recursos Humanos (hasta el 31 de diciembre de 2016)                                        | | Bulgaria        | PPE (Independiente)               |
| Maroš Šefčovič       | | Vicepresidencia | Eslovaquia      | PSE (Smer-SD)                     |
| Maroš Šefčovič       | Unión de la Energía                                                                                      | | Eslovaquia      | PSE (Smer-SD)                     |
| Jyrki Katainen       | | Vicepresidencia | Finlandia       | PPE (KOK)                         |
| Jyrki Katainen       | Fomento del Empleo, Crecimiento, Inversión y Competitividad                                              | | Finlandia       | PPE (KOK)                         |
| Valdis Dombrovskis   | | Vicepresidencia | Letonia         | PPE Nacional: Unidad              |
| Valdis Dombrovskis   | Euro y Diálogo Social. Estabilidad Financiera, Servicios Financieros y Unión de los Mercados de Capital. | | Letonia         | PPE Nacional: Unidad              |
| Andrus Ansip         | | Vicepresidencia | Estonia         | ALDE Nacional: Reformista         |
| Andrus Ansip         | Mercado Único Digital                                                                                    | | Estonia         | ALDE Nacional: Reformista         |
| Federica Mogherini   | | Vicepresidencia | Italia          | PSE Nacional: PD                  |
| Federica Mogherini   | Asuntos Exteriores y Política de Seguridad                                                               | | Italia          | PSE Nacional: PD                  |
| Věra Jourová         | | Justicia, Consumidores e Igualdad de Género | República Checa | ALDE Nacional: ANO                |
| Günther Oettinger    | | Economía y Sociedad Digitales (hasta el 31 de diciembre de 2016) Presupuesto y Recursos Humanos (desde el 31 de diciembre de 2016)                     | Alemania        | PPE Nacional: CDU                 |
| Pierre Moscovici     | | Asuntos Económicos y Financieros, Fiscalidad y Aduanas                                                                                                 | Francia         | PSE Nacional: PS                  |
| Marianne Thyssen     | | Empleo, Asuntos Sociales, Capacidades y Movilidad Laboral                                                                                              | Bélgica         | PPE Nacional: CD&V                |
| Corina Crețu         | | Política Regional | Rumania         | PSE Nacional: PSD                 |
| Johannes Hahn        | | Política Europea de Vecindad y Negociaciones de Ampliación                                                                                             | Austria         | PPE Nacional: ÖVP                 |
| Dimitris Avramópulos | | Migración, Asuntos de Interior y Ciudadanía | Grecia          | PPE Nacional: ND                  |
| Vytenis Andriukaitis | | Salud y Seguridad Alimentaria | Lituania        | PSE Nacional: SDP                 |
| Elżbieta Bieńkowska  | | Mercado Interior, Industria, Emprendimiento y PYMES | Polonia         | PPE Nacional: PO                  |
| Miguel Arias Cañete  | | Acción por el Clima y Energía | España          | PPE Nacional: PP                  |
| Neven Mimica         | | Cooperación Internacional y Desarrollo | Croacia         | PSE National: SDP                 |
| Margrethe Vestager   | | Competencia | Dinamarca       | ALDE Nacional: RV                 |
| Violeta Bulc         | | Transporte | Eslovenia       | ALDE Nacional: SMC                |
| Cecilia Malmström    | | Comercio | Suecia          | ALDE Nacional: FP                 |
| Karmenu Vella        | | Medio Ambiente, Asuntos Marítimos y Pesca | Malta           | PSE Nacional: PL                  |
| Tibor Navracsics     | | Educación, Cultura, Juventud y Deporte | Hungría         | PPE Nacional: Fidesz              |
| Carlos Moedas        | | Investigación, Ciencia e Innovación | Portugal        | PPE Nacional: PSD                 |
| Phil Hogan           | | Agricultura y Desarrollo Rural | Irlanda         | PPE Nacional: FG                  |
| Christos Stylianides | | Ayuda Humanitaria y Gestión de Crisis | Chipre          | PPE Nacional: DISY                |
| Jonathan Hill        | | Estabilidad Financiera, Servicios Financieros y Unión de Mercados de Capitales (hasta el 15 de julio de 2016)                                          | Reino Unido     | PPE Nacional: Partido Conservador |
| Julian King          | | Seguridad de la Unión (desde el 15 de septiembre de 2016)                                                                                              | Reino Unido     | Independiente                     |
| Mariya Gabriel       | | Economía y Sociedad Digitales (desde el 7 de julio de 2017)                                                                                            | Bulgaria        | PPE Nacional: GERB                |